# Адольф Отт
Адольф Отт (нім. Adolf Ott; 29 грудня 1904, Вайдгаус — 10 жовтня 1973, Інцель) — німецький офіцер, оберштурмбаннфюрер СС, військовий злочинець, командир зондеркоманди 7b, що здійснювала масові вбивства в РРФСР і БРСР.

## Біографія
Народився 29 грудня 1904 року. З 1910 до 1922 року відвідував школу в Ліндау. 1 вересня 1922 року вступив у НСДАП (членський квиток № 2 433), а 1931 року — в СС (№ 13 294). Після 1933 року Отт значився в Німецькому робітничому фронті в Ліндау. З 1935 року служив у СД в Вюртемберзі. У лютому 1942 року очолив айнзацкоманді 7b. Протягом 11 місяців він організував від 80 до 100 масових вбивств в Брянській області. Після війни постав перед американським військовим трибуналом у Нюрнберзі. На процесі він виправдовував масові вбивства, заявивши, що жертви були партизанами і саботажниками. Відповідаючи на питання судді Масманно, що трапилося з єврейськими в'язнями, Отт відповів: «Відповідно до наказу фюрера їх розстріляли». 10 квітня 1948 він був засуджений до смертної кари через повішення. У 1951 році був помилуваний американським комісаром в Німеччині Джоном Макклоєм. 9 травня 1958 року звільнений з Ландсбергської в'язниці.

## Нагороди
- Хрест Воєнних заслуг 2-го класу з мечами